# Ordre du Mérite du Katanga
L'Ordre du Mérite du Katanga est la décoration de l'éphémère État du Katanga. Elle a été instituée le 16 janvier 1961 par le président Moïse Tshombé et récompense les mérites éminents militaires ou civils.
Les médailles sont produites en Belgique par Fonson,.
Il disparait avec l'État du Katanga en 1963.

## Titres
L'ordre comporte cinq grades :
- Grand croix
- Grand officier
- Commandeur
- Officier
- Chevalier